# Diócesis de Navrongo-Bolgatanga
La diócesis de Navrongo-Bolgatanga (en latín: Dioecesis Navrongensis-Bolgatangana y en inglés: Roman Catholic Diocese of Navrongo-Bolgatanga) es una circunscripción eclesiástica de la Iglesia católica en Ghana. Se trata de una diócesis latina, sufragánea de la arquidiócesis de Tamale. Desde el 5 de abril de 2011 su obispo es Alfred Agyenta.

## Territorio y organización
La diócesis tiene 17 914 km² y extiende su jurisdicción sobre los fieles católicos de rito latino residentes en la región Superior Este.
La sede de la diócesis se encuentra en la ciudad de Navrongo, en donde se halla la Catedral basílica de Nuestra Señora de los Siete Dolores. En Bolgatanga se halla la Concatedral del Sagrado Corazón.
En 2021 en la diócesis existían 24 parroquias.

## Historia
La diócesis de Navrongo fue erigida el 23 de abril de 1956 mediante la bula Semper fuit del papa Pío XII, derivando el territorio de las diócesis de Keta (hoy diócesis de Keta-Akatsi) y de Tamale (hoy arquidiócesis). Originalmente era sufragánea de la arquidiócesis de Cape Coast.
El 30 de mayo de 1977 asumió su nombre actual y pasó a formar parte de la provincia eclesiástica de la arquidiócesis de Tamale.

## Estadísticas
Según el Anuario Pontificio 2022 la diócesis tenía a fines de 2021 un total de 376 200 fieles bautizados.
| Año                                                                             | Población            | Población | Población      | Sacerdotes | Sacerdotes    | Sacerdotes    | Bautizados por sacerdote | Diáconos permanentes | Religiosos | Religiosos | Parroquias |
| Año                                                                             | Bautizados católicos | Total     | % de católicos | Total      | Clero secular | Clero regular | Bautizados por sacerdote | Diáconos permanentes | Varones    | Mujeres    | Parroquias |
| ------------------------------------------------------------------------------- | -------------------- | --------- | -------------- | ---------- | ------------- | ------------- | ------------------------ | -------------------- | ---------- | ---------- | ---------- |
| 1970                                                                            | ?                    | 678 847   | ?              | 33         | 11            | 22            | ?                        |                      | 31         | 17         | 9          |
| 1980                                                                            | 16 500               | 743 000   | 2.2            | 33         | 12            | 21            | 500                      |                      | 26         | 23         | 9          |
| 1990                                                                            | 40 600               | 1 080 000 | 3.8            | 33         | 21            | 12            | 1230                     |                      | 26         | 28         | 10         |
| 1999                                                                            | 92 841               | 1 254 081 | 7.4            | 40         | 29            | 11            | 2321                     |                      | 22         | 31         | 13         |
| 2000                                                                            | 95 621               | 1 281 703 | 7.5            | 42         | 32            | 10            | 2276                     |                      | 16         | 32         | 13         |
| 2001                                                                            | 95 621               | 1 281 703 | 7.5            | 34         | 24            | 10            | 2812                     |                      | 22         | 30         | 13         |
| 2002                                                                            | 82 642               | 1 388 892 | 6.0            | 48         | 36            | 12            | 1721                     |                      | 21         | 29         | 14         |
| 2003                                                                            | 85 121               | 1 425 391 | 6.0            | 45         | 34            | 11            | 1891                     |                      | 20         | 28         | 14         |
| 2004                                                                            | 200 000              | 1 500 000 | 13.3           | 46         | 34            | 12            | 4347                     |                      | 24         | 32         | 14         |
| 2013                                                                            | 118 337              | 1 896 000 | 6.2            | 62         | 51            | 11            | 1908                     |                      | 23         | 37         | 14         |
| 2016                                                                            | 140 781              | 2 025 000 | 7.0            | 58         | 45            | 13            | 2427                     |                      | 26         | 32         | 19         |
| 2019                                                                            | 360 040              | 2 168 000 | 16.6           | 71         | 56            | 15            | 5070                     |                      | 28         | 34         | 21         |
| 2021                                                                            | 376 200              | 2 265 570 | 16.6           | 73         | 58            | 15            | 5153                     |                      | 30         | 31         | 24         |
| Fuente: Catholic-Hierarchy, que a su vez toma los datos del Anuario Pontificio. |                      |           |                |            |               |               |                          |                      |            |            |            |

## Episcopologio
- Gerard Bertrand, M.Afr. † (12 de abril de 1957-13 de abril de 1973 renunció)
- Rudolph A. Akanlu † (13 de abril de 1973 por sucesión-14 de marzo de 1994 retirado)
- Lucas Abadamloora † (14 de marzo de 1994-23 de diciembre de 2009 falleció)
- Alfred Agyenta, desde el 5 de abril de 2011